# 스테퍼

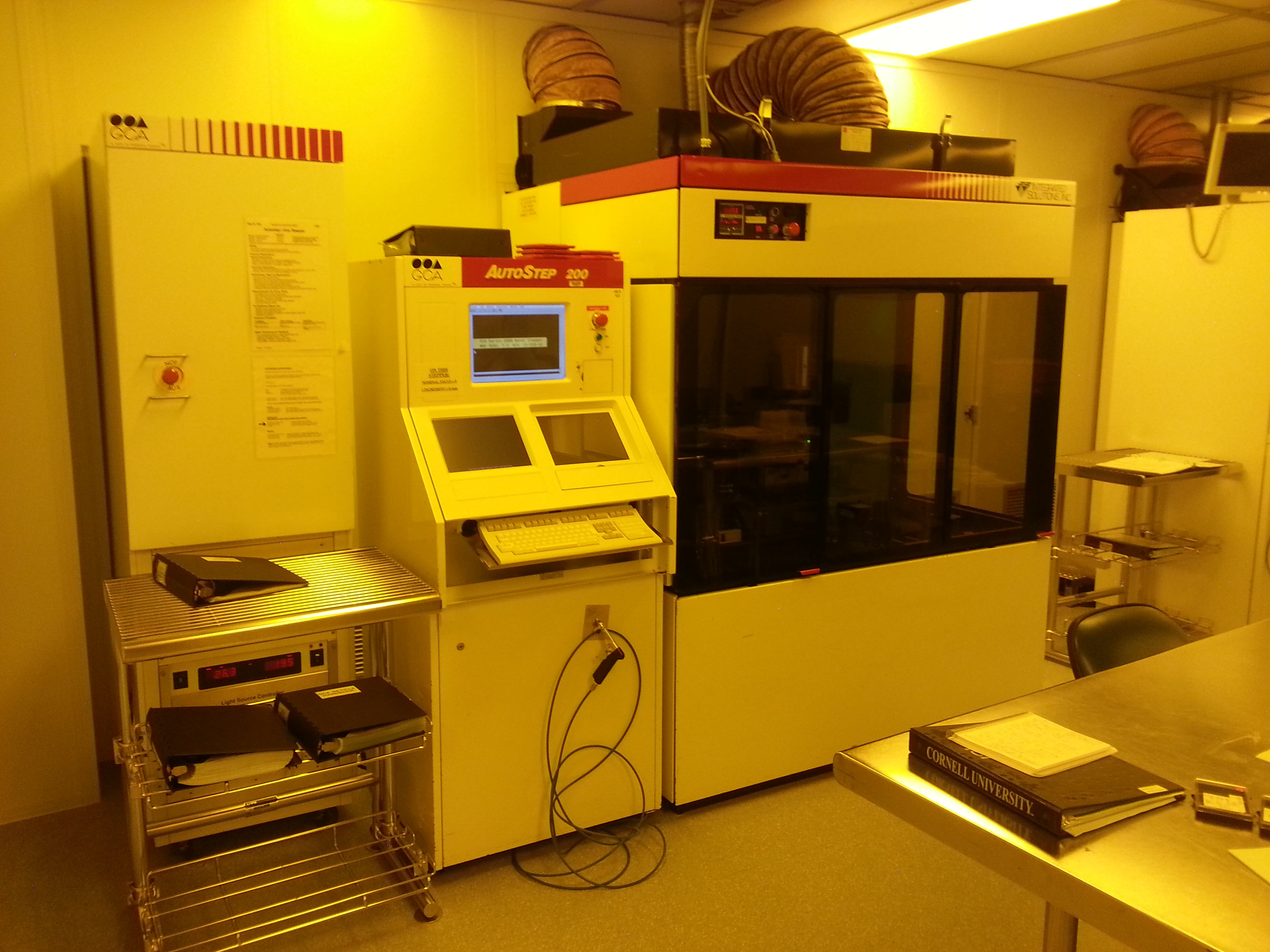
수은등 스테퍼(암등 밑에서 찍음)

스테퍼(stepper)는 슬라이드 영사기나 사진 확대기의 운용과 비슷한 방식의 집적 회로 제조에 사용되는 장치이다. 스테퍼라는 용어는 "step-and-repeat camera"의 줄인말이다. 스테퍼는 사진평판술이라는 복잡한 프로세스의 필수적인 부분으로, 실리콘 칩 표면에 수백만의 미세 회로 엘리먼트를 생성한다. 이 칩들은 컴퓨터 프로세서, 메모리 칩, 기타 수많은 장치들의 IC의 핵심부를 구성한다.
스테퍼는 1970년대 말에 공개되었지만 1980년대 말 이후 들어서야 보편화되기 시작했다. 그 이유는 더 오래된 기술을 대체하는 과정에 있었기 때문이었다.

## 같이 보기
- 스테핑
- 반도체
- 집적 회로

스테퍼 제조사
- ASML
- 니콘
- 캐논
- 인텔